# Baldios/Marine
Baldios/Marine  è un singolo discografico de Il coro di Baldios, pseudonimo de I Piccoli Cantori di Milano diretti da Nini Comolli,  pubblicato nel 1981.

## Descrizione
Il brano Baldios era la sigla dell'anime omonimo, scritto da Andrea Lo Vecchio su musica e arrangiamento di Francesco Delfino, Giuseppe Damele e Miriam Casali.
Marine è un brano strumentale scritto da Detto Mariano, ispirato all'omonimo personaggio della serie (in realtà il nome corretto del personaggio è Marin).
Il brano non viene ufficialmente attribuito ad alcun esecutore.
La base musicale è la stessa di Bright, lato B di Gundam.
I ragazzini del coro sono Luca Maccoppi, Gabriele Carabotto e Riccardo Varese. Entrambi i brani sono stati inseriti nella compilation Le sigle d'oro dei cartoni animati e in numerose raccolte.

## Tracce
Lato A
- Baldios - (Andrea Lo Vecchio-Francesco Delfino-Giuseppe Damele-Miriam Casali) - 3:19

Lato B
- Marine - (Detto Mariano)